# Cousinia lasiolepis
Cousinia lasiolepis là một loài thực vật có hoa trong họ Cúc. Loài này được Boiss. mô tả khoa học đầu tiên năm 1846.